# Karol Domagalski
Karol Domagalski (ur. 9 sierpnia 1989 w Skale) – polski kolarz szosowy.
Po sezonie 2021 zakończył karierę sportową.

## Najważniejsze osiągnięcia
2013
- 6. miejsce w Małopolskim Wyścigu Górskim

2015
- 5. miejsce w Beaumont Trophy

2016
- 1. miejsce na 3. i 5. etapie Tour de Korea
- 2. miejsce w Ronde van Midden Nederland
- 6. miejsce w Velothon Wales
- 7. miejsce w Prueba Villafranca-Ordiziako Klasika
- 9. miejsce w Klasika Primavera de Amorebieta

2017
- 1. miejsce w Grand Prix des Marbiers
- 2. miejsce w Velothon Wales
- 3. miejsce w Szlakiem Walk Majora Hubala

2018
- 2. miejsce w Rutland-Melton Cicle Classic
- 5. miejsce w Circuit des Ardennes International
- 5. miejsce w Małopolskim Wyścigu Górskim

2019
- 7. miejsce w Szlakiem Walk Majora Hubala

## Rankingi
| Rok             | 2010 | 2011 | 2012 | 2013 | 2014 | 2015 | 2016 | 2017 | 2018 | 2019  |
| --------------- | ---- | ---- | ---- | ---- | ---- | ---- | ---- | ---- | ---- | ----- |
| World Ranking   |      |      |      |      |      |      | 323. | 366. | 995. | 1392. |
| UCI Europe Tour | 849. | -    | 779. | 863. | -    | 817. | 256. | 182. | 614. | 949.  |
| UCI Asia Tour   | -    | -    | -    | -    | -    | -    | 129. | 515. | -    |       |
|                 |      |      |      |      |      |      |      |      |      |       |
| Źródło: UCI     |      |      |      |      |      |      |      |      |      |       |